# HD 201647
HD 201647，又名CD-4014216，SAO 230575、HR 8100，是一颗恒星，视星等为5.83，位于銀經1.93，銀緯-43.33，其B1900.0坐标为赤經21h 5m 48.4s，赤緯-40° -43.33′ 20″。